# Антолич, Домагой
До́магой А́нтолич (хорв. Domagoj Antolić; род. 30 июня 1990[…], Загреб, Югославия) — хорватский футболист, полузащитник клуба «Локомотива».

## Карьера
Профессиональную карьеру начал в 2007 году в загребском «Динамо». Дебют в чемпионате Хорватии состоялся 8 марта 2008 года в матче против «Хайдука» из Сплита. С июля 2008 по январь 2009 провёл в аренде в «Локомотиве». В 2011 году вернулся в «Локомотиву», но уже перейдя по трансферу. За три сезона Антолич принял участие в 60 матчах и забил 12 голов. В 2013 году вернулся в столичное «Динамо», в котором стал чемпионом Хорватии в сезоне 2013/14.

## Достижения

### «Динамо» (Загреб)
- Чемпион Хорватии (3): 2013/14, 2014/15, 2015/16
- Обладатель Кубка Хорватии (2): 2014/15, 2015/16

### «Легия» (Варшава)
- Чемпион Польши: 2017/18
- Обладатель Кубка Польши: 2017/18